# Anthrax vitreolus
Anthrax vitreolus är en tvåvingeart som beskrevs av Francois 1972. Anthrax vitreolus ingår i släktet Anthrax och familjen svävflugor.
Artens utbredningsområde är Senegal. Inga underarter finns listade i Catalogue of Life.